# Castéra-Lanusse
Castéra-Lanusse är en kommun i departementet Hautes-Pyrénées i regionen Occitanien i sydvästra Frankrike. Kommunen ligger i kantonen Tournay som tillhör arrondissementet Tarbes. År 2022 hade Castéra-Lanusse 45 invånare.

## Befolkningsutveckling
Antalet invånare i kommunen Castéra-Lanusse
| Referens: INSEE |